# Pirma (marca)
Grupo Pirma, S.A. de C.V. es una sociedad de tipo mercantil, mexicana fabricante y distribuidora de ropa y calzado deportivos fundada en 1994 con su sede en la ciudad de Purísima del Rincón, Guanajuato, México y que opera en México, los Estados Unidos, Canadá, Brasil, Panamá, Costa Rica y El Salvador.

## Historia
En 1987 la familia León Meléndez crea un taller de topsailer. El señor Rafael León comienza con la producción de suelas para zapato en San Francisco del Rincón creando la empresa Caribean, y para 1990 se crea la empresa "Maquiladora de Calzado Caribean", dedicada a la fabricación de calzado soccer; en 1992 se crea "Manufacturera San Javier" para dar apoyo administrativo a empresas especializadas en manufactura de ropa y accesorios y en 1994 nace "Maquiladora San Javier" que apoya a las otras dos empresas en la producción de calzado de running y básquet. En 1995 inicia operaciones en la planta de suelas y poliuretano en el mismo año abre la primera tienda pirma en el boulevard Torres Landa de León Guanajuato.
En 1998 nace la unión empresa de suelas y ensambles de la unión en San Antonio Jalisco y en el mismo año el grupo adopta el nombre de pirma inspirado en pirmasens la capital del calzado en Alemania y da nombre a sus iniciales Para Ir Más Aprisa. 
La empresa se conocía como Pirma-Brasil en 1990, hasta 1999 que se decidió suprimir "Brasil" del nombre debido a que el nombre Brasil al igual que cualquier país, no puede registrarse ante el IMPI, el registro nacional y mundial del registro de marcas, y que al contrario está prohibido registrar una marca con el nombre de un país.
En 2013 el Ceo de Pirma fue condecorado como "Empresario del año" debido al apoyo en desarrollo de los Pueblos del Rincón.
Actualmente, Manufacturera San Javier se dedica a la Producción de calzado urbano y de basket-ball, mientras Maquiladora de Calzado Caribean se dedica a la producción de calzado de running y de soccer. Las prendas y algunos accesorios deportivos son fabricados en países asiáticos como Bangladés, Pakistán, China y Vietnam.